# تصویربرداری

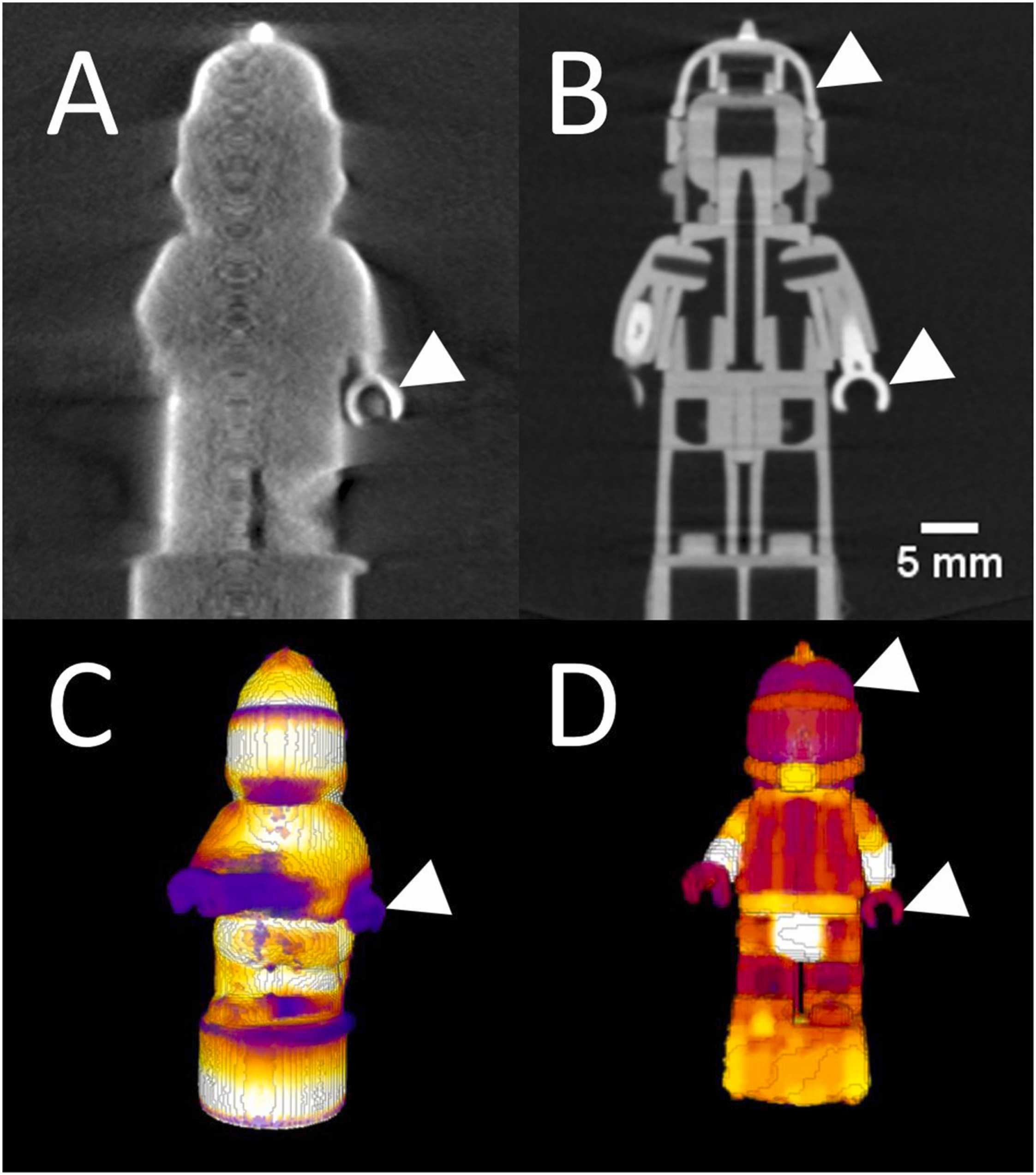
مقایسه دو روش تصویربرداری:برش‌نگاری نوری (A, C) و سی‌تی اسکن (B, D) که بر روی یک مینی‌فیگور لگو اعمال شده است.

تصویربرداری (انگلیسی: Imaging) به بازنمایی یا بازتولید شکل یک شیء به ویژه بازنمایی بصری (یعنی تشکیل یک تصویر) گفته می‌شود.
فناوری تصویربرداری، کاربرد مواد و روش‌ها برای ایجاد، حفظ یا تکثیر تصاویر است.
علم تصویربرداری یک حوزه چند رشته‌ای است که با تولید، جمع‌آوری، تکثیر، تجزیه و تحلیل، اصلاح و تجسم تصاویر سروکار دارد و همچنین تصویربرداری از چیزهایی که چشم انسان نمی‌تواند تشخیص دهد را نیز در بر می‌گیرد. این علم به عنوان یک حوزه در حال تکامل، شامل پژوهش‌ها و پژوهشگرانی از رشته‌های فیزیک، ریاضیات، مهندسی برق، بینایی رایانه‌ای، علوم رایانه و روان‌شناسی ادراکی می‌شود.
تصویربردارها حسگرهای تصویر هستند.

## زیرشاخه‌ها
زیرشاخه‌های علم تصویربرداری شامل موارد زیر است:: پردازش تصویر دیجیتال، بینایی رایانه‌ای، گرافیک کامپیوتری سه‌بعدی، پویانمایی، اپتیک اتمسفر، عکاسی نجومی، تصویربرداری زیست‌شناختی، بازیابی تصویر دیجیتال، تصویربرداری دیجیتال، رنگ، عکاسی دیجیتال، تمام‌نگاری، تصویربرداری تشدید مغناطیسی، تصویربرداری پزشکی، ریزچگالی‌سنجی، نورشناسی، عکاسی، سنجش از دور، تصویربرداری راداری، رادیومتری، هالیدهای نقره، سونوگرافی، تصویربرداری فتواکستیک، دمانگاری، بینایی و فناوری‌های مختلف چاپ.

## نمونه‌ها

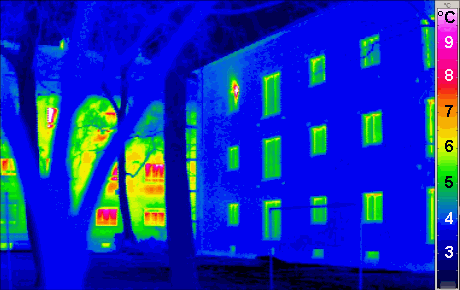
تصویر با رنگ کاذب از یک دوربین دمانگار.

مواد و روش‌های فناوری تصویربرداری شامل موارد زیر است:
- گرافیک رایانه‌ای
  - سامانه دوربین مجازی مورد استفاده در بازی‌های کامپیوتری و ویدیویی و فیلم‌برداری مجازی
- ریزفیلم و ریزگرافیک
- هنرهای تجسمی
  - چاپ فلزی
  - ترسیم و ترسیم فنی
  - فیلم
  - نقاشی
  - عکاسی
    - راه‌اندازی چند دوربین با قابلیت برجسته‌نمایی و تصویرسنجی
    - دوربین میدان سبک (عکاسی اساساً قابل بازفوکوس)

  - چاپ دستی
  - مجسمه‌سازی
- فروسرخ
- تصویربرداری راداری
- فراصوت
- تصویربرداری چندطیفی
- حسگر الکترو-نوری
- افزاره بارجفت‌شده
- رادار زمین‌نفوذ
- میکروسکوپ الکترونی
- آنالیز تصویر
- پرتونگاری
- رادیوگرافی صنعتی
- لیدار
- اسکنر
- اسکنر سه بعدی نور ساختاریافته